# NGC 7649
NGC 7649 este o brightest cluster galaxy⁠(d) situată în constelația Pegas. A fost descoperită în 25 noiembrie 1886 de către Lewis A. Swift. Se află la o distanță de 169,04 de megaparseci de Pământ.